# Святое Собеседование

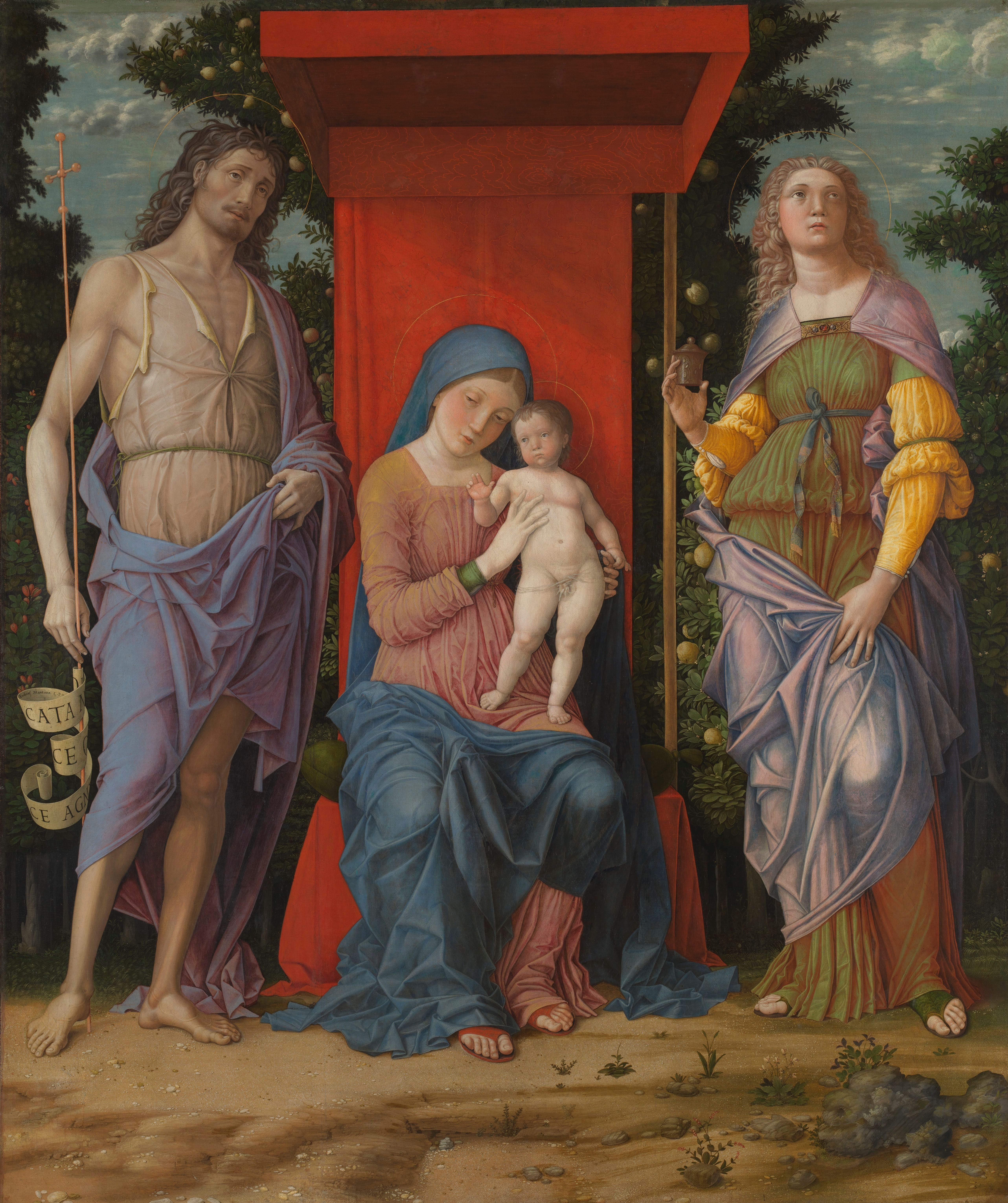
Андреа Мантенья. Святое Собеседование с Марией Магдалиной и Иоанном Крестителем. Ок. 1495 г. Холст, темпера. Национальная галерея, Лондон

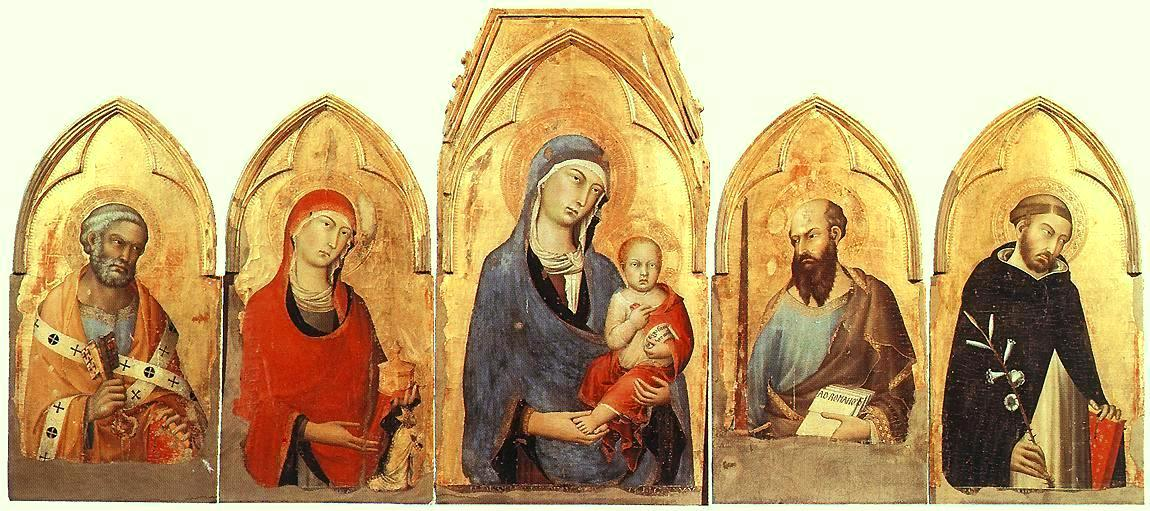
Симоне Мартини. Полиптих из Орвието. 1321. Дерево, темпера. Музей произведений искусства Собора, Орвието

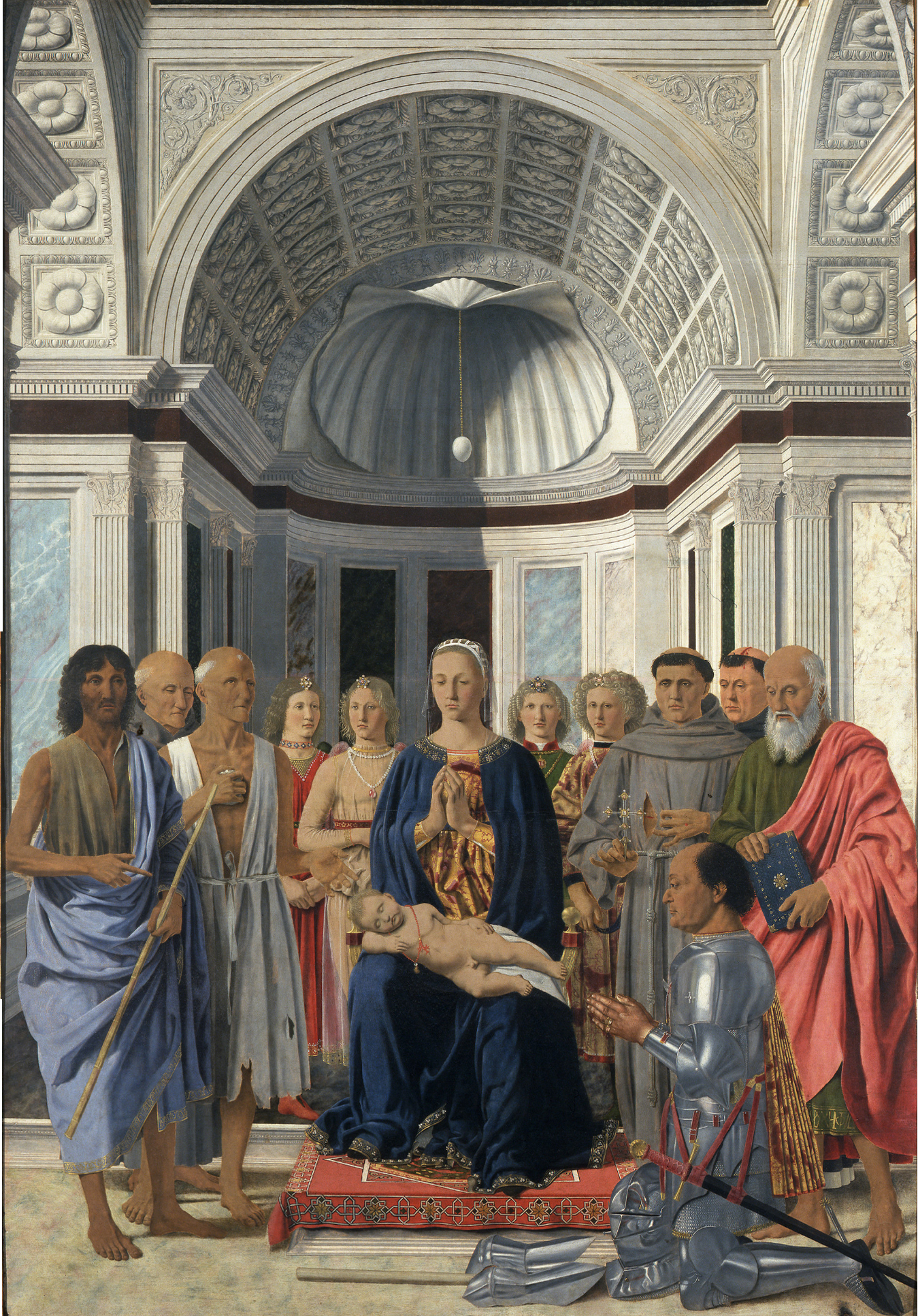
Пьеро делла Франческа. Алтарь Монтефельтро. 1472—1474. Дерево, темпера. Пинакотека Брера, Милан. Изображены: коленопреклонённый заказчик герцог Федериго де Монтефельтро, святые слева направо: Иоанн Креститель, Св. Бернардин, Св. Иероним (в образе монаха-отшельника, бьющий себя камнем в грудь), Св. Франциск (показывающий стигматы), Св. Пётр Мученик (с раной на голове) и Иоанн Богослов. Позади два ангела

Святое собеседование (итал. Sacra Conversazione, нем. Sippenbilder) — в изобразительном искусстве западноевропейского Средневековья и эпохи итальянского Возрождения — композиция, в которой представлены Дева Мария с Младенцем Иисусом на руках в окружении группы избранных святых. Присутствие в композиции того или иного святого обычно связано не столько с каноном, сколько с волей заказчика представить в картине себя или своего небесного покровителя. В композиции «Святого собеседования» изображают также основателей монашеских орденов, заказчиков, посвятителей (донаторов) храма.

## Формирование иконографии и история термина
Иконография «Святых Собеседований» родилась из типа Маэста (итал. maestà — величание, возвеличивание) или Маньификат (итал. Magnificat — величание, прославление) — изображений Богоматери с Младенцем в окружении славящих Её ангелов, и появилась в XV веке на севере Италии. Художники итальянского Возрождения периода кватроченто заменили ей более раннюю иератическую форму триптиха или полиптиха, где фигуры ещё не взаимодействовали в рамках единого изобразительного пространства и занимали каждая свою отдельную створку. В «Святом собеседовании» рамы полиптихов были «разбиты», и фигуры соединились в едином пространстве, объединяемые условно золотым, на византийский манер, либо пейзажным фоном.
Наиболее ранние примеры подобных композиций восходят к иконографическим прототипам, в которых изображены рядом ветхозаветные пророки и иудейские цари, ангелы, апостолы, святые, объединенные высшей иерархией и символическим общением, молчаливым собеседованием. Ранними примерами подобной иконографии являются «Алтарь Анналена» работы Фра Анжелико (ок. 1435) и «Алтарь Барбадори» Филиппо Липпи (1437), а также алтарные картины Доменико Венециано. Также высказывается мнение, что разрозненный ныне «Пизанский полиптих» работы Мазаччо изначально, возможно, представлял собой самый ранний пример такой иконографии.
К северу от Альп примеры подобной иконографии найти трудно, хотя имеется родство с нидерландской иконографией «Virgo inter virgines» (Дева среди дев) и рейнским «Madonna im Hortus conclusus» ("Мадонна в саду заключённом), или «Мадонна в запертом месте» (изгородь, ограда символизируют девственную чистоту Марии), близкая иконография: «Мадонна в саду роз», связанная с символикой «Розария».
Термин «Святое Собеседование» в 1946 году предложил итальянский историк Н. Расмо в качестве названия картины Джованни Беллини, именовавшейся в то время «Озёрной Мадонной». Это одно из самых загадочных произведений итальянской живописи, относится периоду 1490-х годов и известно также под названием «Священная аллегория» (итал.  Allegoria Sacra). Картину считают аллегорией Рая или «Очищения души». В первой половине XX века немецкий ученый Гюстав фон Людвиг предположил, что эта композиция является иллюстрацией французской аллегорической поэмы XIV века Гийома де Дегийвиля «Паломничество души» (Le pèlerinage del’ame).
В картине Беллини фигуры написаны на фоне таинственного пейзажа, в котором, по выражению А. Н. Бенуа, «под уснувшими скалами дремлют воды». На троне в тёмно-зелёном плаще восседает Мадонна со сложенными в молитвенном движении руками. Две женские фигуры, показанные рядом с Мадонной, идентифицируются с трудом, одна из них, возможно, Св. Варвара, рядом с ней — Св. Апостол Павел с мечом, далее Св. Петр. В правой части картины — Иов и Св. Себастьян. «Остальное — фантазия художника, его собственная страна грёз и молитв, душевный покой и религиозное смирение». В этом отношении иконографии «Святых Собеседований» близки не только сакральные, но и «профанные» картины Джорджоне и Тициана, например «Сельский концерт» и «Спящая Венера». Очарование таких картин — «в нежном, лирическом настроении, мягкой задумчивости, свойственной Мадоннам кватроченто, особом состоянии тишины, созерцательности». Для определения этого настроения есть специальный термин: контемплация (лат.  contemplatio — прицеливание, пристальное рассматривание) — тихое созерцание, сосредоточение, размышление. Существует гипотеза о влиянии на иконографию «Озёрной Мадонны» популярной в эпоху Возрождения поэмы Ф. Колонны «Гипнэротомахия Полифила» (это сочинение было издано Альдом Мануцием в Венеции в 1499 году, и в таком случае картину Беллини следует датировать последующими годами), а также многие другие версии и интерпретации.

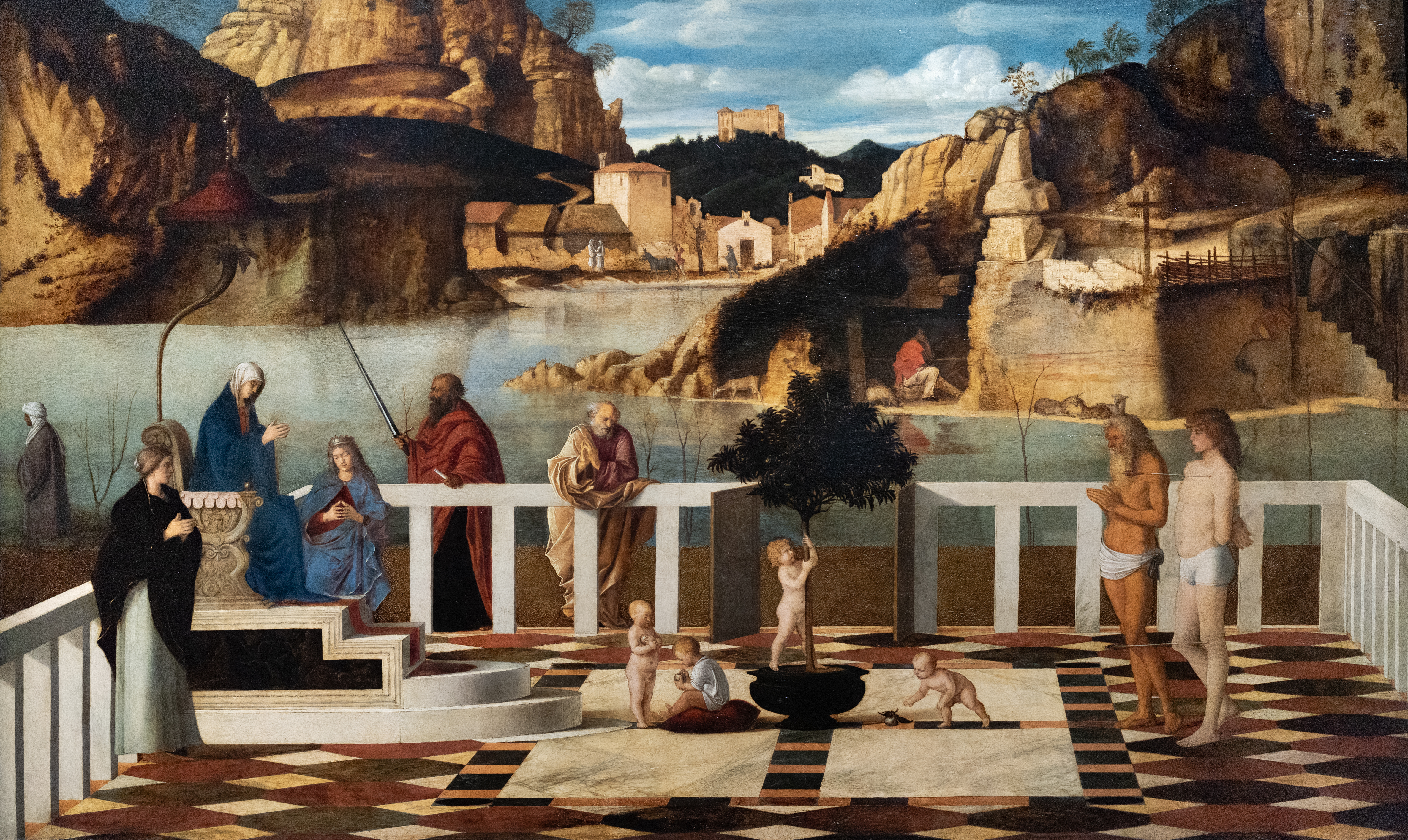
Дж. Беллини. Allegoria sacra («Озёрная Мадонна»). Ок. 1490 г. Дерево, темпера. Уффици, Флоренция
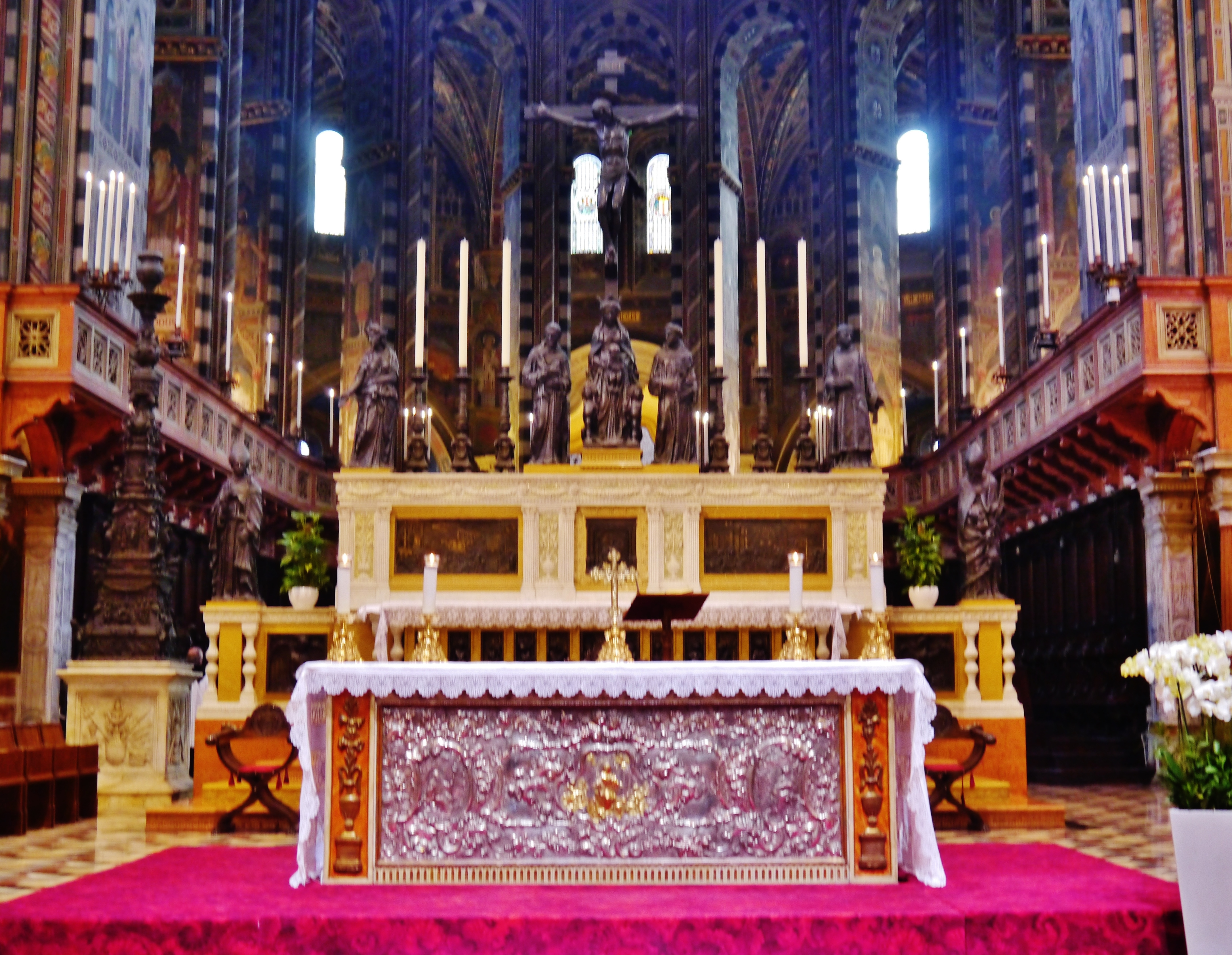
Донателло. Главный алтарь базилики Сант-Антонио в Падуе. 1447–1448
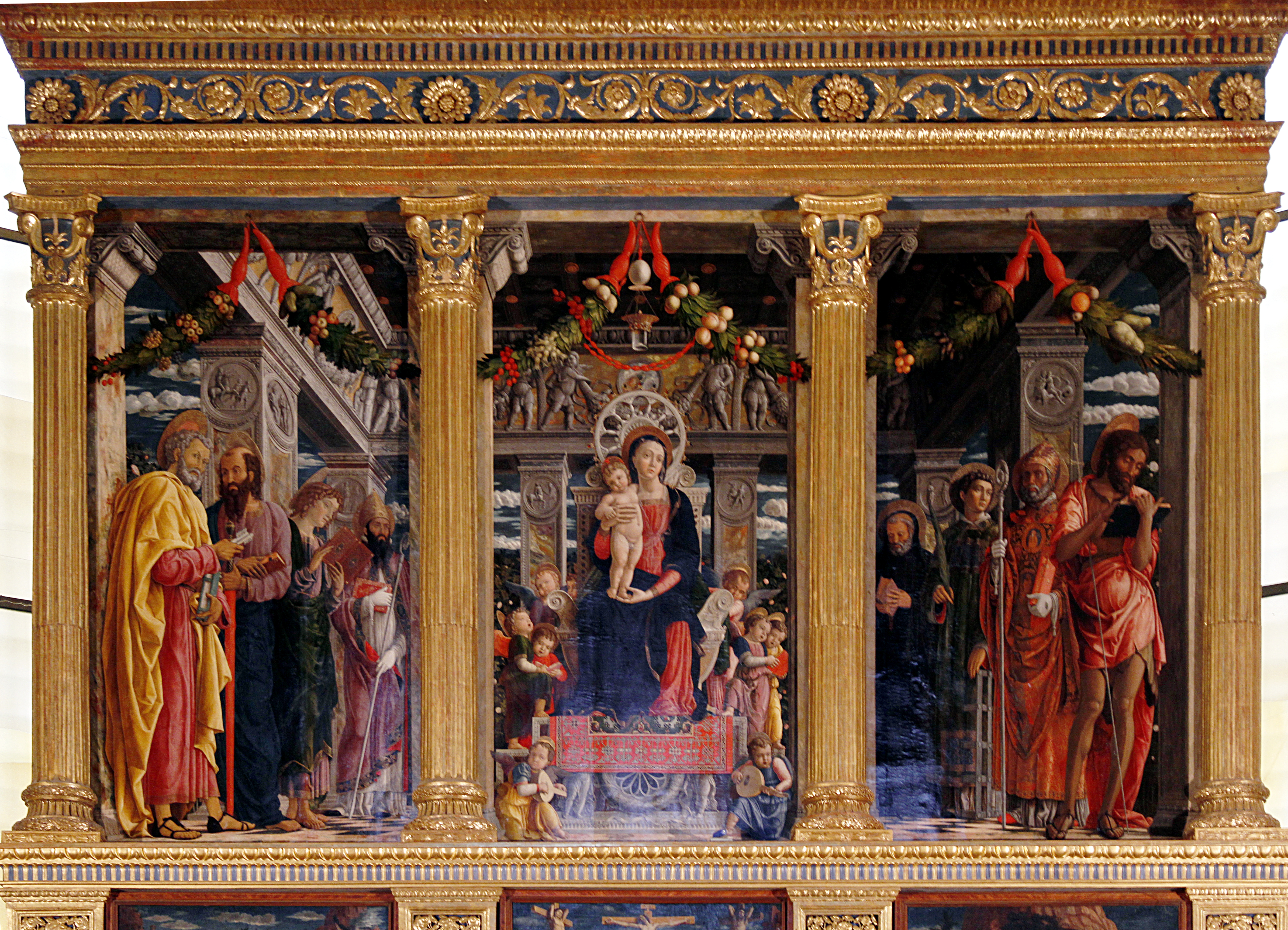
А. Мантенья. Алтарь Сан-Дзено. 1457–1459. Церковь Сан-Дзено Маджоре, Верона
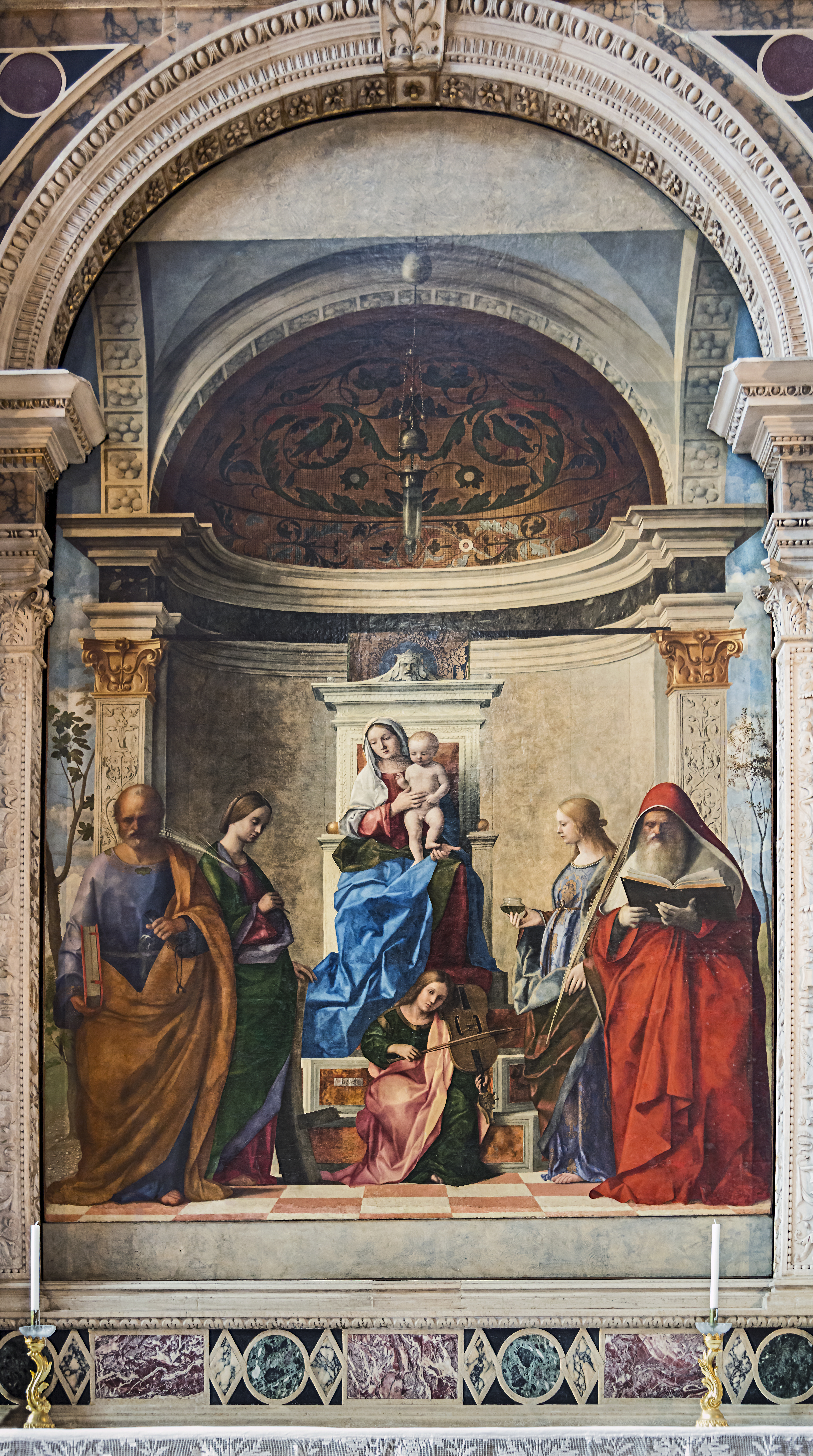
Дж. Беллини. Святое Собеседование (Алтарь Сан-Заккариа). 1505. Холст, масло (перенесено с дерева). Церковь Сан-Заккариа, Венеция
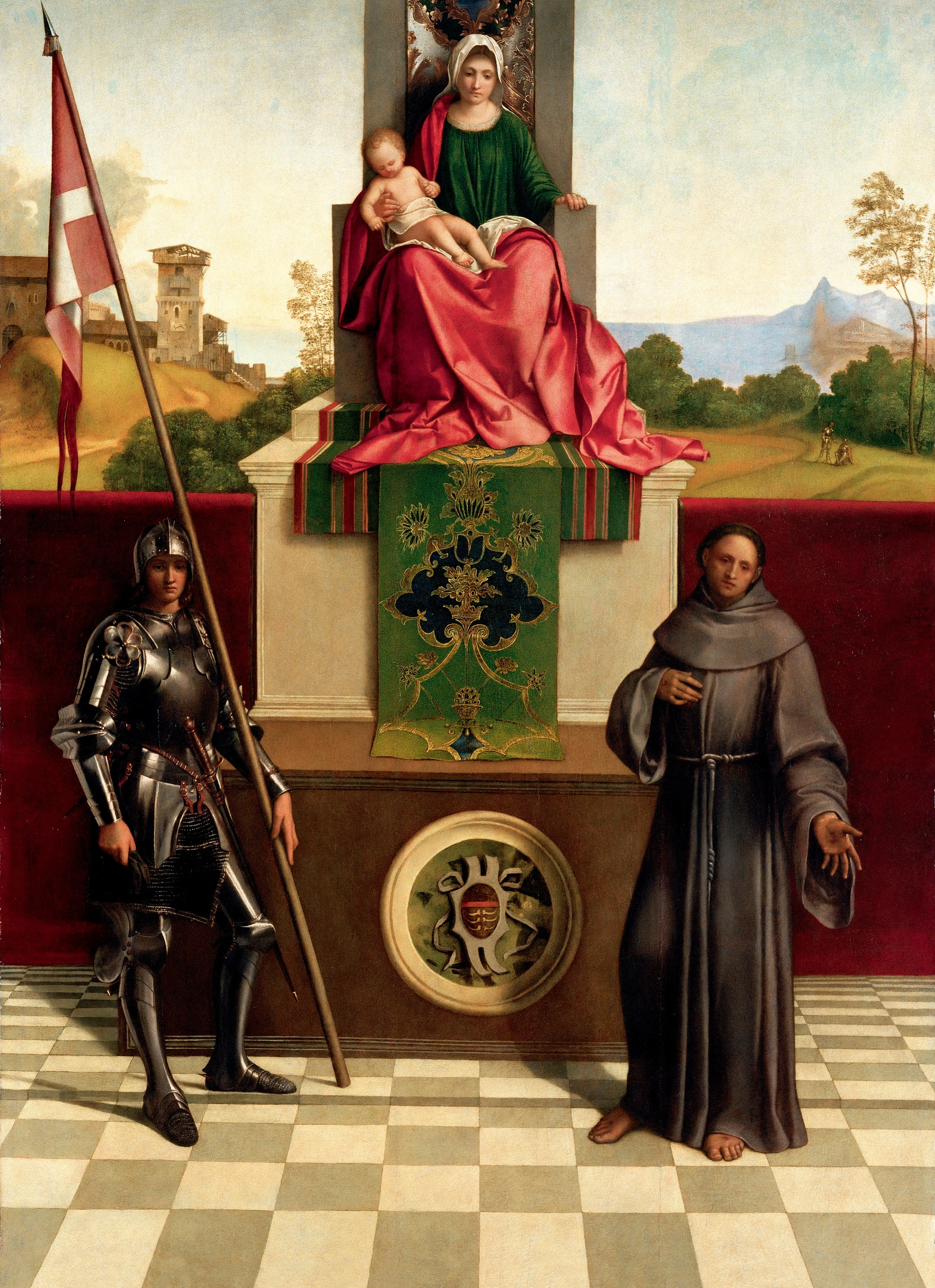
Джорджоне. Мадонна Кастельфранко. 1504. Дерево, масло. Собор Санта-Мария-Ассунта и Либерале, Кастельфранко, Венето
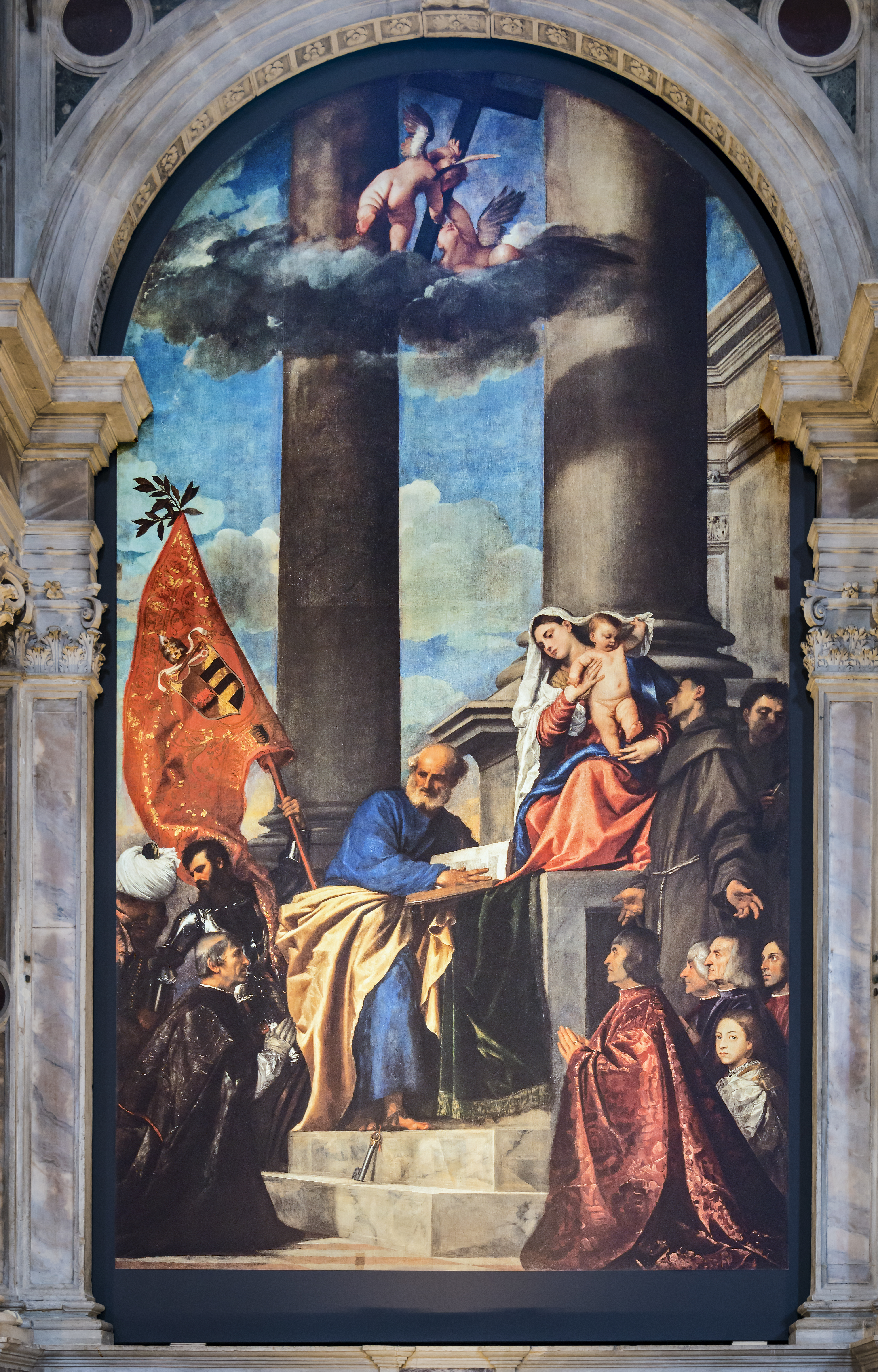
Мадонна Пезаро. 1519–1526. Холст, масло. Базилика Санта-Мария-Глорьоза-дей-Фрари, Венеция

## Историческое развитие иконографии «Святого собеседования»
В. Н. Гращенков считал родиной подобных композиций Нидерланды. В Италии к ранним произведениям этого типа можно отнести «Алтарь Сан-Дзено» в церкви Сан-Дзено Маджоре в Вероне, созданный А. Мантеньей в 1457—1459 годах, по утверждению Гращенкова, под влиянием скульптурного алтаря работы Донателло в Базилика Святого Антония Базилике Сант-Антонио в Падуе (1447—1448), а также «Алтарь Монтефельтро», написанный Пьеро делла Франческа в 1472—1474 годах для церкви в Урбино.
Живописец Антонелло да Мессина, выходец из Мессины на о. Сицилия, знакомый с творчеством нидерландских живописцев, работавших при дворе испанских наместников в Неаполе, в 1475 году прибыл в Венецию (возможно, перед этим он видел «Алтарь Монтефельтро» в Урбино) и оказал воздействие на творчество основоположника венецианской школы живописи Джованни Беллини. «Его венецианская картина, — писал Гращенков, — с изображением Мадонны, восседающей на высоком троне в окружении святых под просторным куполом церковной постройки классического стиля, явилась прямым продолжением художественных исканий Мантеньи и Пьеро делла Франческа. „Алтарь Сан-Кассиано“, сохранившийся лишь фрагментарно и известный нам по мастерской реконструкции И. Вильде (1929), послужил образцом для множества подобных торжественных композиций у Джованни Беллини и других живописцев Венеции и Венето. Этот пришелец из дикой Сицилии стал подлинным создателем того типа монументального и спокойного „Sacra Сonversazione“, без которого невозможно представить себе историю венецианской живописи Возрождения».
Алтарь, созданный Донателло в Падуе, стал воплощением иконографии «Святого Собеседования» в трёхмерной форме. «Алтарь Сан-Дзено» Мантеньи явился звеном, соединившим средневековую флорентийскую традицию, произведения Пьеро делла Франческа, Джованни Беллини и Антонелло да Мессина (1470-е годы). Новая иконография создавала единое концептуальное пространство и для изображённых фигур, и для зрителей, превращая написанную на картине архитектуру в продолжение действительной архитектуры хора или алтарной ниши, в которых помещалась картина.
Из произведений Джованни Беллини, посвящённых теме «Святого Собеседования», наиболее выдающееся находится в церкви Сан-Заккариа в Венеции (1505). На картине изображена Мадонна с Младенцем в окружении святых Петра, Иеронима, Люции и Екатерины Александрийской.
В сложившимся, классическом виде композиция «Святое Собеседование» является фронтальной и относительно симметричной. К композиции типа «Святого Собеседования» близки многие из «Мадонн» Рафаэля. Так, его картина «Мадонна ди Фолиньо» имеет второе название: «Sacra Conversazione». Это произведение послужило основой для «Сикстинской Мадонны», которая также восходит к традиции «собеседований». Другую картину Рафаэля — «Мадонна дель Импанната» (итал. impannata — окно, заклеенное бумагой, оно показано на дальнем плане) — также называют «Святым собеседованием». На ней изображены Мадонна с Младенцем, святые Елисавета, Екатерина Александрийская, Иоанн Креститель. Картина находится в Палаццо Питти во Флоренции.